# Iosîpivka, Kozelșciîna
Iosîpivka (în ucraineană Йосипівка) este un sat în comuna Piskî din raionul Kozelșciîna, regiunea Poltava, Ucraina.

## Demografie
Componența lingvistică a localității Iosîpivka
     Ucraineană (94,74%)
     Rusă (5,26%)
Conform recensământului din 2001, majoritatea populației localității Iosîpivka era vorbitoare de ucraineană (94,74%), existând în minoritate și vorbitori de rusă (5,26%).